# Lobsang Gyatso
Pour les articles homonymes, voir Lobsang Gyatso (homonymie).
5e dalaï-lama
Yonten Gyatso Tsangyang Gyatso
Lobsang Gyatso, encore appelé Ngawang Lobsang Gyatso, et surnommé « le Grand Cinquième », est le 5e dalaï-lama.  Il est né à Taktsé, le 21 octobre 1617 et mort le 2 avril 1682. Ses noms tibétains sont
བློ་བཟང་རྒྱ་མཚོ་, Blo-bzang Rgya-mtsho, Lobsang Gyatso et 
ངག་དབང་བློ་བཟང་རྒྱ་མཚོ་, Ngag-dbang Blo-bzang Rgya-mtsho, Ngawang Lobsang Gyatso. 
Le « Grand Cinquième » est le premier dalaï-lama à être à la fois chef spirituel et chef temporel de tout le Tibet, établit la capitale à Lhassa et y fait construire le palais du Potala. On lui attribue l'unification de tout le Tibet sous le gouvernement du Ganden Phodrang, après les interventions militaires réussies de Gushri Khan. Lobsang Gyatso met en place des relations d'État à État avec l'empire Qing et d'autres pays de la région, et rencontre les premiers explorateurs européens. On lui doit 24 volumes scientifiques et religieux sur un large éventail de sujets.

## Biographie
Ngawang Lonsang Gyatso est né en 1617 à Lhoka Chingwar Taktse, au sud de Lhassa. Son père, Dudul Rabten, était un militaire de la cour Phagmodru. Sa mère, Kunga Lhanzé, appartenait à la famille Nakartsé liée à l'l'école Jonang. Le maître de celle-ci, Taranatha, choisit pour l'enfant le nom de Kunga Mingyur Tobgyal Wangi Gyalpo, qui comporte une partie (Kunga) de son propre nom tibétain et de celui de la mère de l'enfant. Il semble que Taranatha ait espéré que l'enfant devienne un jour disciple de son école. Parmi les anciens membres de la famille du dalaï-lama, certains suivaient les enseignements nyingmapa, mais ils préféraient à cette époque l'école kagyüpa.
Cependant, en 1622, Lobsang Gyatso est identifié par les gelugpa comme la réincarnation du 4e dalaï-lama, Yonten Gyatso, et notamment par le tuteur de ce dernier, Lobzang Chokyi Gyeltsen, le futur panchen-lama. Il lui donne le nom de Lobzang Gyatso et l'intronise au monastère de Drepung.
Le choix de Lobsang Gyatso ne s'est pas fait sans heurt. Selon Alexander Gardner, il a d'abord été déclaré sans succès comme une réincarnation d'une lignée Kagyupa, le 4e Tsurpu Gyaltsab Dragpa Dondrub (tibétain : མཚུར་ཕུ་རྒྱལ་ཚབ་གྲགས་པ་དོན་གྲུབ, Wylie : mtshur phu rgyal tshab grags pa don grub). À Drepung, il est en compétition avec Dragpa Gyaltsen comme réincarnation du dalaï-lama, qui fut par la suite sélectionné comme la réincarnation de Panchen Sonam Dragpa (tibétain : པཎ་ཆེན་བསོད་ནམས་གྲགས་པ, Wylie : pan chen bsod nams grags pa), le 15e Ganden Tripa (tibétain : དགའ་ལྡན་ཁྲི་པ, Wylie : dga' ldan khri pa).
Selon le tibétologue japonais Zuiho Yamaguchi (Tōyō Bunko de Tōkyō), Dragpa Gyaltsen, le « tulku de la demeure d'en-haut » au monastère de Drépung (tibétain : གཟིམས་ཁང་གོང་མ་, Wylie : gzims khang gong ma), était considéré, en raison de son érudition et de ses accomplissements, comme l'égal spirituel de Lobsang Gyatso, le « tulku de la demeure d'en-bas » en référence au palais de Ganden Phodrang à Drépung[citation nécessaire].

### Régent du Tsang opposé aux gelugpa
Les régents du Tsang (gTsang), Karma Phuntsok Namgyal (règne 1611 – 1620) et son successeur Karma Tenkyong Wangpo (règne 1620 – 1642), sont opposés à l'école gelug.
Le régent du Tibet, le Desi Tsangpa (Karma Tenkyong Wangpo), envahit Lhassa entre 1630 et 1636, attaquant les monastères de Drépung, de Séra et de Ganden. Güshi Khan, le chef de la tribu mongole des Qoshot (et du Khanat qoshot), intercepte une lettre de Donyo Dorje, chef de Beri (tibétain : དོན་ཡོད་རྡོ་རྗེ་, Wylie : Don yod rdo-rje, THL : dön yö dorjé, un allié du gTsang) de l'Est du Tibet, dans le Kham, adressée au desi Tsangpa, décrivant un projet visant à détruire les monastères gelugpa. Le chef mongol persécute les écoles non-gelukpa et la religion bön et il fait exécuter le dési Tsangpa. Cependant, comme les tensions augmentent, de nombreuses lettres s'échangent entre le dalaï-lama, le panchen-lama et le 10e karmapa, Chöying Dorje.
Au début du XVIIe siècle se développe la « Magie de guerre » tibétaine, une tradition puisant ses racines en Inde, imprégné d'une rhétorique selon laquelle il fallait repousser les « armées démoniaques des régions frontalières » et en particulier les Mongols[réf. incomplète]. Lobsang Gyatso continue à développer cette propagande, cela relève un défi puisque son principal soutien militaire vient des Mongols Qoshots. Le rituel violent des « Trésors du Nord » en est un élément important. Le cinquième dalaï-lama met en place lui-même un certain nombre de textes connexes et l'institution de cérémonies d'État pour mettre en scène publiquement ces pratiques[pertinence contestée].

### Intervention de Güshi Khan

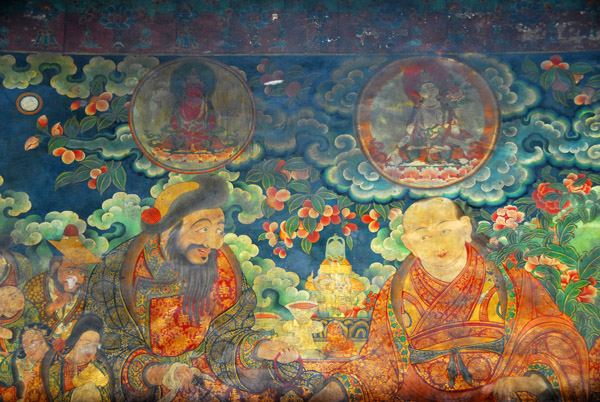
Güshi Khan et Sonam Chophel.

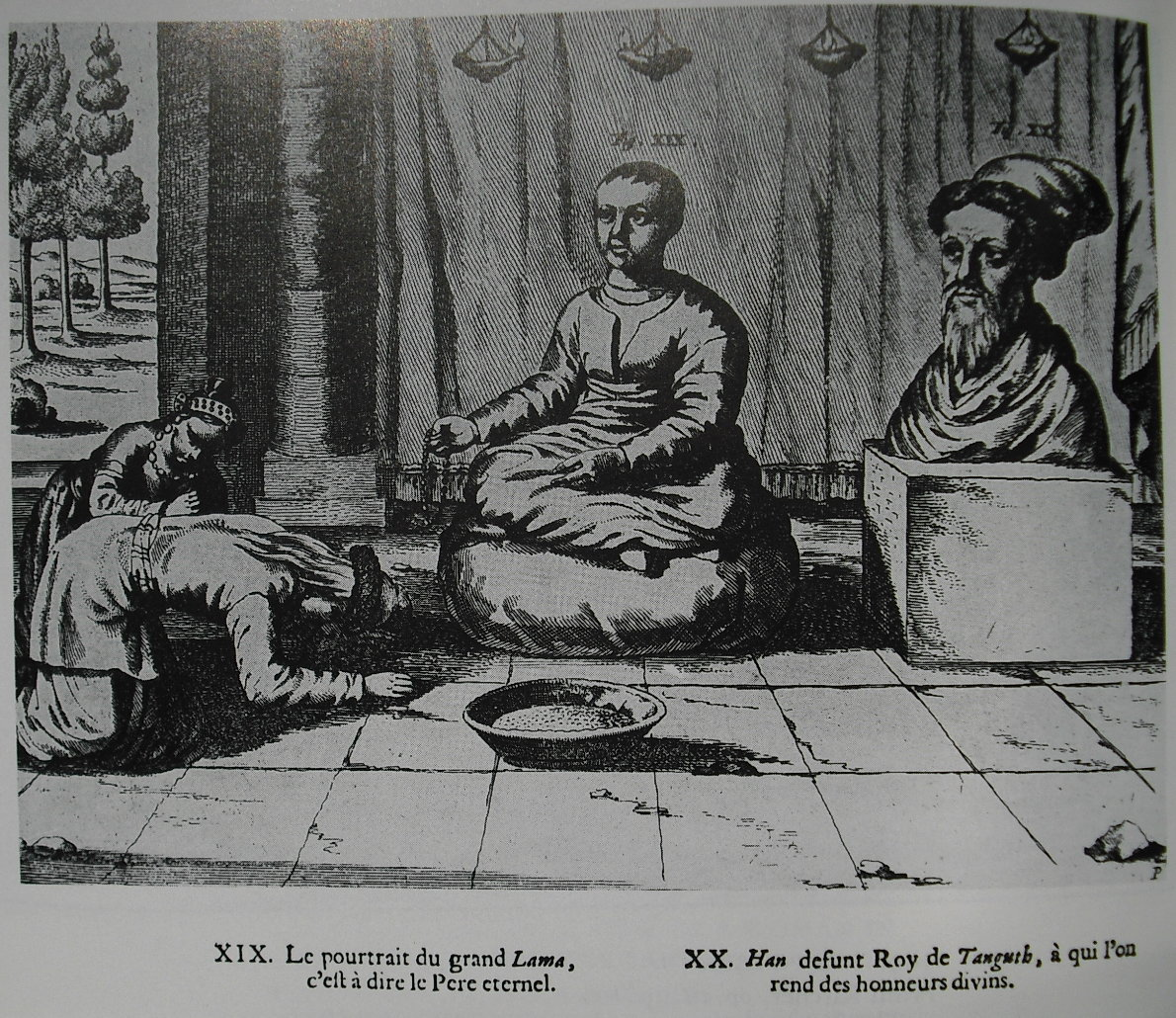
Représentation des statues de Lobsang Gyatso et de Güshi Khan dans l'entrée du palais du Potala en 1661 par Johann Grueber dans China illustrata de Athanasius Kircher.

Selon Matthew Kapstein Lobsang Gyatso envoie trois missions chez les Mongols pour demander de l'aide à Güshi Khan (ou Gushri Khan). Selon Lama Kunsang et Marie Aubèle, alors que Güshi Khan s’apprêtait à envahir le Tibet à la demande de Sonam Chophel (portant plus tard le titre de Zhalngo, trésorier de  Ganden Phodrang et le serviteur personnel du dalaï-lama, le karmapa, écrit au dalaï-lama, lui demandant d'intervenir au nom de la non-violence du dharma. Le dalaï-lama répond avoir l'assurance que l'intervention ne serait pas militaire, mais il ne put empêcher les visées politiques de son serviteur et les troupes mongoles déferlent au Tibet en 1639. Le dalaï-lama exigea de rencontrer le khan pour le dissuader de poursuivre ses destructions mais sans y parvenir.
En 1640, le khan mongol Güshi Khan de la tribu des Qoshots envahit le gTsang, au Tibet central, et capture le desi du Tsang (Karma Tenkyong Wangpo) à Samdrubtsé (appelé plus tard Shigatsé) à la fin de 1642. Il installe ensuite le 5e dalaï-lama comme chef temporel du Tibet en 1642. Le Tibet s'étend alors de Dartsedo, aux portes de la Chine, jusqu'aux frontières du Ladakh.
Le khan imposa ses forces dans l'ensemble du Kham et en 1641 il atteignit Lhassa où il fut reçu par l'entourage du dalaï-lama. Malgré les exhortations du dalaï-lama, il progressa vers la région du Tsang et envahit Shigatsé, capturant dans sa forteresse le roi du Tsang, qui fut exécuté. Les monastères karma-kagyu dont Tsouphou furent endommagés. Certains proches du dalaï-lama firent envoyer des troupes dans le campement du karmapa, ce qui causa de nombreux morts. Le karmapa aida les survivants à s’échapper et il se réfugia avec son serviteur Zuntou Zangpo au Bhoutan. En 1642, les Mongols firent reconnaître le 5e dalaï-lama comme le souverain du pays, ce qu'il accepta dans le but d'unifier le Tibet et de mettre fin aux conflits.

### Persécution des kagyu et Jonang
Du fait des liens des lignées Kagyu et Jonang avec le roi de Tsang, le 10e karmapa, Chöying Dorje, chef de l'école Karma Kagyu, doit s’exiler au Yunnan, et campe à Yam Dur. Une lettre du dalaï-lama lui est envoyée, lui demandant ses intentions. Le dalaï-lama trouve sa réponse inacceptable. Des troupes sont envoyées dans son camp et des milliers de moines sont massacrés.
Les survivants Jonangs des massacres par Lobsang Gyatso et ses alliés mongols qoshots en 1642 fuirent dans le xian de Zamtang (ou Dzamthang, actuelle province du Sichuan). Les Gélugpa considéraient la vision des Jonangs du  Zhentong de la vacuité, comme hérétique. Ils scellèrent les bibliothèques Jonangs et brûlèrent leurs livres, ils furent persécutés et leurs monastères annexés. Il a tout de même subsisté le monastère de Tsangwa, situé à Dzamthang.
Ainsi, Güshi Khan offrit à son enseignant spirituel, le 5e dalaï-lama, la nation du Tibet. De cette façon, le chef mongol fit du Tibet son domaine et établit le dalaï-lama comme son dirigeant. Le dalaï-lama unifia l'ensemble du Tibet avec l'aide des Qoshots, qui pendant des siècles avaient été tourmentés par des guerres et des conflits internes. Cependant, le dalaï-lama fut déçu par Güshi Khan[réf. nécessaire]. Le chef mongol avait envahi l'Est du Tibet et il attaquait et dépouillait les gens et les monastères de cette région. Les monastères de Séra, Ganden et Drépung de Lhassa se plaignaient de la brutalité des agresseurs mongols.

### Début de la construction du palais du Potala

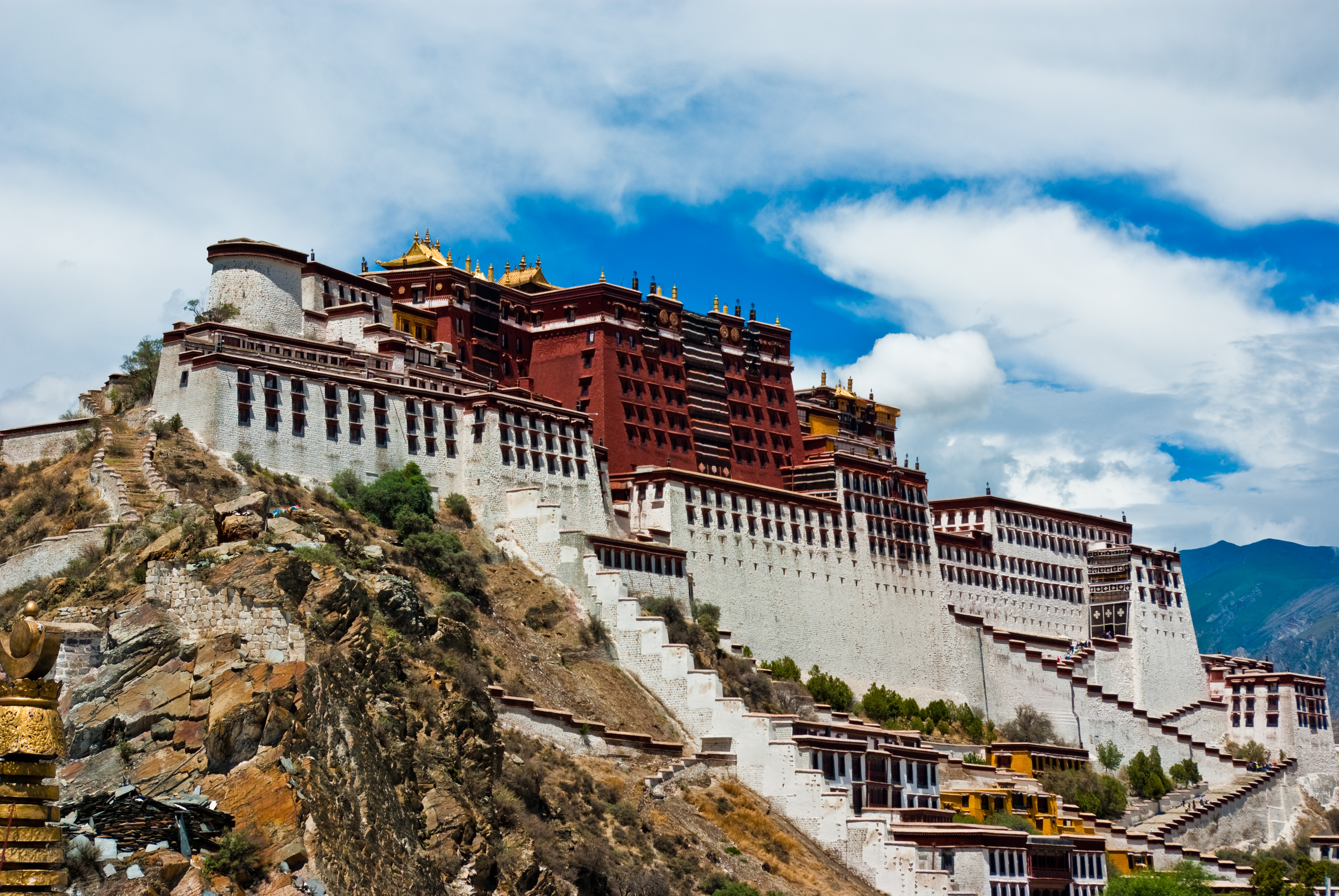
Le 5e dalaï-lama a fait construire le palais du Potala.

Le 5e dalaï-lama fut le premier des dalaï-lamas à exercer un pouvoir temporel. Il forma le gouvernement du Tibet, dont la structure a été conservée jusqu’en 1959. Dans cette structure, le rôle du régent était confirmé en tant qu’institution. En 1645, le 5e dalaï-lama décida d’installer à Lhassa son gouvernement dans un bâtiment, le Potala, qu’il fit construire sur une colline où se trouvait un pavillon fondé par le roi Songtsen Gampo. Il édifia la partie blanche centrale du Potala, et la partie rouge fut ajoutée par Sangyé Gyatso en 1690. Le Potala devint le centre gouvernemental du Tibet. Tous les départements ministériels ainsi que le collège de Namgyal, fondé à Drépung en 1574 par le 3e dalaï-lama pour la formation monastique, furent transférés au Potala en 1649. Il fit recenser les monastères du Tibet, et réglementa leurs revenus et leurs contributions aux dépenses d’État. Il créa l’école de médecine de Chakpori, qui se perpétua jusqu’à sa destruction par l’armée chinoise en 1959, et un hôpital encore en fonctionnement de nos jours. Il organisa la hiérarchie religieuse ainsi que les relations extérieurs du Tibet.

### Visite de l'empereur Kangxi
En 1652, il rend visite à l'empereur Kangxi, mais son escorte mongole dirigée par le dzoungar Galdan est limitée par l'Empire chinois à 200 personnes[citation nécessaire].

### Visite de l'empereur Shunzhi à Pékin

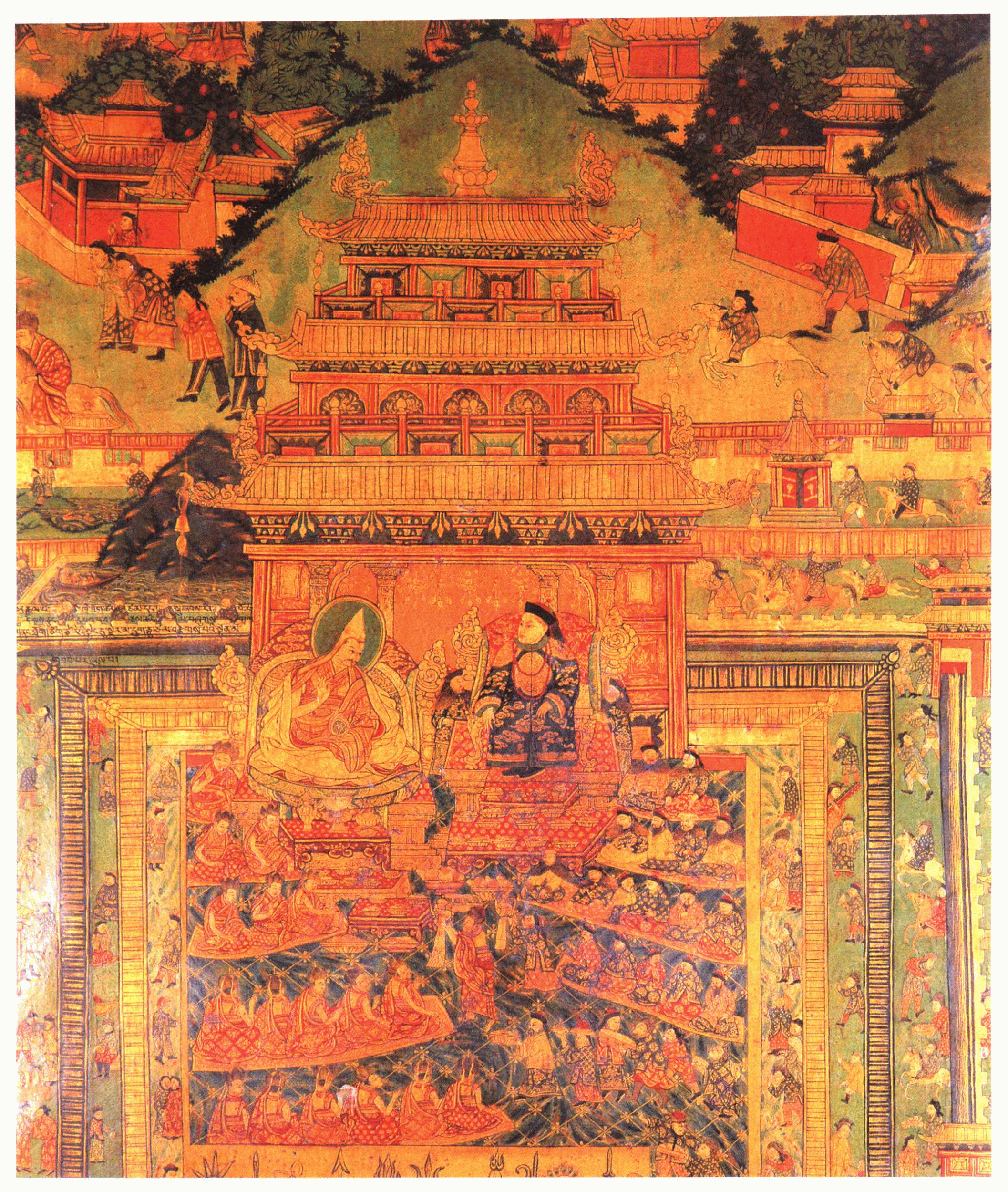
Lobsang Gyatso rencontre l'empereur Shunzhi, thangka situé au palais du Potala à Lhassa

En 1648, l'empereur Shunzhi invite le dalaï-lama à faire une visite d'état à Pékin. La requête est acceptée en 1649 et quatre ans de négociations sont nécessaires avant que la visite ne prenne place. En 1652, le lama sort de Lhassa entouré de 3 000 hommes Kheritaka, en Mandchourie ou l'empereur lui a construit un palais. Après un an de voyage, il arrive à la frontière sino-tibétaine et envoie une lettre à l'empereur pour lui demander de le rejoindre, ce qui cause une crise protocolaire à la cour mandchoue. Il est décidé que l'Empereur devait faire un voyage mais que la rencontre devait se faire en Mandchourie, comme c'est le lama qui était l'invité. La rencontre devait alors se faire à Keritaka en Mandchourie. Un palais a été spécialement construit pour le Dalaï-lama sur le trajet. Il y laisse la majorité de ses compagnons de voyages et n'est plus escorté que par 300 officiels pour rencontrer différents émissaires impériaux sur le chemin. L'empereur attend le dalaï-lama à Chenlou. Lorsque ce dernier arrive à portée du trône, il descend de son cheval et l'empereur se lève de son trône et le rejoint. Le dalaï-lama arrive à Pékin au nouvel an de 1653 ou davantage de réceptions et banquets sont donnés. il séjourne ensuite au temple Jaune de l'Ouest pendant deux mois, avant de repartir pour le Tibet.

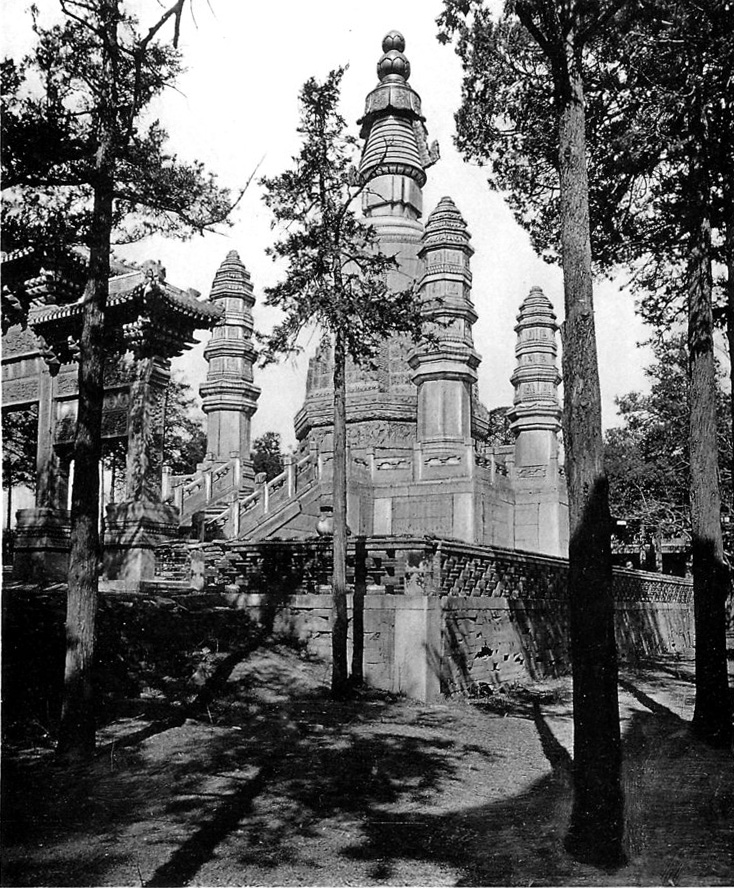
Pagode de marbre dans le Temple Jaune de l'Ouest, construit en 1650 par l'empereur Shunzhi pour la visite du 5e dalaï-lama à Pékin
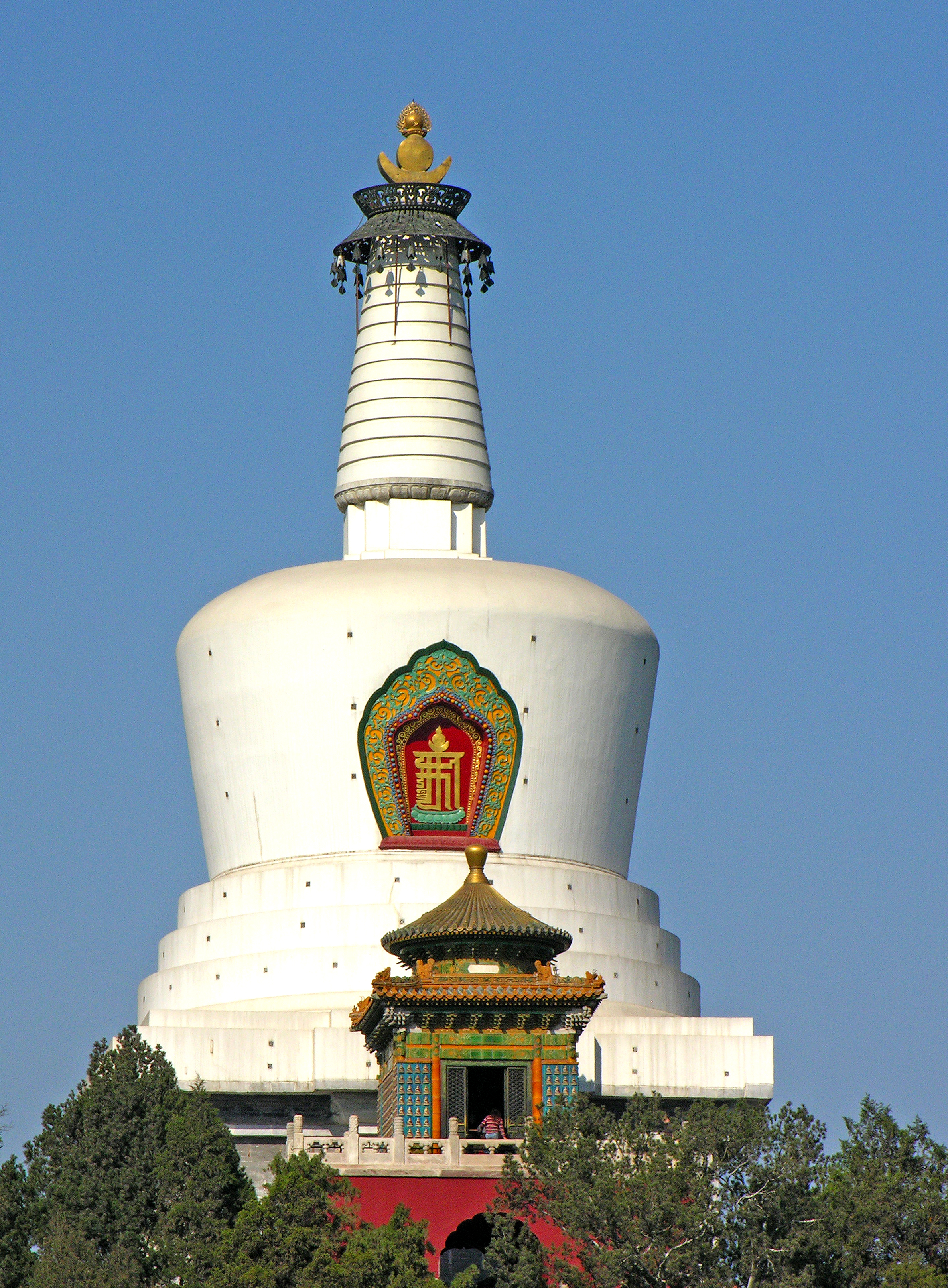
Grande stupa blanche de L'île Qionghua du parc Beihai à Pékin commencé en 1651 en l'honneur de cette visite[23],[24]. Détruite en 1679 par un tremblement de terre, elle fut reconstruite l'année suivante.

### Succession de Güshi Khan
En 1655, à la mort de Güshi Khan et du régent Sonam Choephel, le dalaï-lama nomma comme nouveau roi mongol Dayan Otchir Khan (surnommé Tenzin Dorje en tibétain), fils de Güshi Khan. Drong Mey-Pa Thinley Gyatso succéda à Sonam Choephel au poste de régent. En Chine, après la mort de l'empereur mandchou Shunzhi en 1662, son fils Kangxi lui succède.

### Relations avec d'autres hiérarques du bouddhisme tibétain
Après le retour du 10e karmapa à Lhassa en 1673 à la suite de l'amélioration de la situation politique, le 5e dalaï-lama donna les vœux de moines au 6e Gyaltsab Rinpoché Norbu Zangpo et au 5e Nénang Pawo Tsouglag Trinlé Gyatso pour sceller le retour de l'harmonie entre les lignées guéloug et karma-kagyu.
Le 5e dalaï-lama reçut la transmission du Mahamudra de Chöying Dorje, 10e karmapa, avec qui il renoua.
Le 5e dalaï-lama est réputé avoir été un tertön, un découvreur de trésors. Il fut un disciple et un maître du tertön nyingmapa Terdak Lingpa.
En 1662, le panchen-lama est mort à 91 ans. En 1665, à la demande des responsables du Tashilhunpo, le dalaï-lama a reconnu Lobsang Yeshe, un enfant de la région de Tsang, comme la réincarnation du panchen-lama. Le 5e dalaï-lama a initié la lignée de réincarnation du panchen-lama, à qui il attribua le titre d'émanation du Bouddha Amitabha et offrit le monastère de Tashilhunpo.

### Retraite
Le 5e dalaï-lama, qui connaissait le sanscrit, était un lettré et écrivit des livres, dont un sur la poésie. Il a fondé deux institutions scolaires, l'une pour les fonctionnaires laïcs et l'autre pour les fonctionnaires monastiques, où était enseigné le mongol, le sanscrit, l'astrologie tibétaine, la poésie, et l'administration. Vers la fin de sa vie, il s'est retiré de la vie publique pour des années de retraite spirituelle, confiant les pouvoirs au régent Sangyé Gyatso.
Le 2 avril 1682, à 64 ans, il est mort avant la fin de la construction du Potala, dont il avait confié la construction à Sangyé Gyatso, lui demandant de garder le secret de sa mort.

### Succession
L'Empereur de Chine Kangxi apprit la mort du 5e dalaï-lama en 1697, 15 ans après les faits, le régent du Tibet (desi ou mandchou : diba) l'ayant gardée secrète afin de continuer à régner pendant cette période. Le pouvoir de ce dernier se termine avec l'arrivée de Lazang khan, dont l'ancêtre Gushi s'était accordé avec le 5e dalaï-lama, au milieu du XVIIe siècle, sur le principe que les Khans des Qoshots seraient les souverains légitimes du Tibet. Lazang prit le pouvoir des Qoshots en 1703. Cela amena à une confrontation avec le desi, qui se termina à la fin d'une guerre brève par la mort du régent et le règne du prince Qoshot sur le Tibet, mais dans une position peu sûre.

## Activités politiques
Au XVIIe siècle, l’armée mongole aida le 5e dalaï-lama à unifier le Tibet, en particulier en convertissant les royaumes du Kham à la tradition Gelugpa et en plaçant sous l’autorité du dalaï-lama la région de Kartzé qui fut divisée en 5 principautés horpa. Deux dzongs (forteresses) furent construits à cette même époque à Kartzé à proximité de la Dza-chu (Yarlung). L’un d’entre eux fut occupé et transformé en caserne par les troupes de Chao Er-Feng. Ces deux dzongs ont été détruits.
Le règne du 5e dalaï-lama eut pour résultat l'unification du Tibet en une nation. L'indépendance de son pouvoir s'étendait à toutes les anciennes provinces tibétaines, y compris le Kham et l'Amdo. Le système de gouvernement tibétain qu'il créa s'est laïcisé et structuré en passant de Drépung au Potala.

## Tolérance pour les autres religions
Le 5e dalaï-lama démontra sa tolérance pour les autres religions dans ses contacts avec l'islam au Tibet, comme le mentionne Marc Gaborieau évoquant le séjour à Lhassa de Maulana Bashir Ahmad, un Kashmiri musulman. Pour qu'ils puissent y aménager un cimetière, le dalaï-lama donna aux Musulmans un champ qui est resté leur propriété.

### Bibliographie

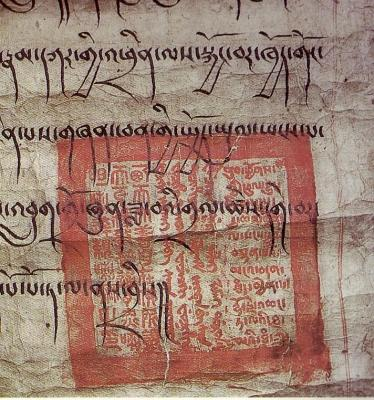
Empreinte du sceau du 5e dalaï-lama sur l'acte de l'année 1676 en : Chinois han, mandchou et Tibétain.

#### Ouvrages du5edalaï-lama
- (en) A History of Tibet by the Fifth Dalai Lama of Tibet (bod kyi deb ther dpyid kyi rgyal mo’i glu dbyangs), trad. du tibétain par Zahiruddin Ahmad, Bloomington, Indiana University, 1995,  (ISBN 0-933070-32-2).
- Rituels tibétains. Visions secrètes du 5e Dalaï Lama, Musée national des arts asiatiques-Guimet, 5 novembre 2002-24 février 2003, Ṅag-dbaṅ-blo-bzaṅ-rgya-mtsho (Dalai Lama V), Musée Guimet (Paris, France), Éditeur Réunion des musées nationaux, 2002,  (ISBN 2711844692).
- 五世年代記 (mémoire de la période du 5e génération, Autobiographie[1]) (en) Two extracts from the autobiography of the Fifth Dalai Lama called Dukulai Gosang, Volume Kha, Lhasa Publication sur le site officiel du 14e dalaï-lama.

#### Études sur le5edalaï-lama
- Roland Barraux, Histoire des dalaï-lamas, Albin Michel, 1993 (ISBN 2-226-13317-8).
- (en) Sangyé Gyatso, Life of the fifth Dalai Lama, International Academy of Indian Culture, 1999, 478 p.
- Glenn H. Mullin, Les quatorze Dalaï-Lamas (2001), préface du 14° Dalaï-Lama, trad. Philippe Beaudoin, Éditions du Rocher, 2004, 616 p.
- (en) Elliot Sperling, Tibet's Foreign Relations during the Epoch of the Fifth Dalai Lama, apud Françoise Pommaret (ed.), Lhasa in the 17th Century : The Capital of the Dalai Lamas, Leyde, Brill, 2003, p. 119-132.
- (en) William Woodville Rockhill, « The Dalai Lamas of Lhasa and their relations with the Manchu emperors of China, 1644-1908 », T'oung Pao, t. 11,‎ 1910, p. 1-104
- Patrick Weber, Le Grand Cinquième. Le lumineux destin du Dalaï Lama qui façonna le Tibet, Éditeur Jean-Claude Lattès, 2005, 502 p.,  (ISBN 2-7096-2374-9).
- (ja) Zuiho Yamaguchi, « ダライラマ5世の統治権--活仏シムカンゴンマと管領ノルブの抹殺 （The Sovereign Power of the Fifth Dalai Lama: sPrul sku gZims-khang-gong-ma and the Removal of Governor Nor-bu) », 東洋文庫欧文紀要 / Memoirs of the Research Department of the Toyo Bunko, Tokyo, The Toyo Bunko, no 53,‎ 1995, p. 127-160 (ISSN 0082-562X, OCLC 998051491, présentation en ligne, lire en ligne) (ref CiNii (Japon) :  ; ref Digital library & Museum of Buddhist studies (République de Chine (Taïwan)) : ).
- (en) Zuiho Yamaguchi, « The Emergence of the Regent Sangs-rgyas-rgya-mtsho and the Denouement of the Dalai Lama’s First Administration », Memoirs of the Research Department of the Toyo Bunko, Tokyo, The Toyo Bunko, no 57,‎ 1999, p. 113-136 (ISSN 0082-562X, OCLC 998051212)
- (en) Matthew Kapstein, Buddhism Between Tibet and China : studies in Indian and Tibetan Buddhism, Somerville, Mass., Wisdom ; Enfield, 2009, 453 p. (ISBN 978-0-86171-581-7, OCLC 263295746, lire en ligne), p. 144
- Françoise Pommaret, Lhasa, lieu du divin : la capitale des Dalaï-Lama au 17e siècle, Genève, Olizane, 1997, 270 p. (ISBN 978-2-88086-184-1, OCLC 247013470, lire en ligne), p. 95
- (en) Andreas Siegl, « Damu emke dabala – “There Can Only Be One”: Tibetan-Mongol-Qing Discussions Concerning the Succession of the 5th Dalai Lama », Central Asiatic Journal, Ludwig-Maximilians-Universität München, vol. 58, nos 1-2,‎ 2015, p. 181-187 (DOI 10.13173/centasiaj.58.1-2.0181)
- (en) Frank Steele, « A journey to Tibet and the northern side of everest. », Asian Affairs, vol. 13, no 2,‎ 1982, p. 135–147 (ISSN 0306-8374, e-ISSN 1477-1500, DOI 10.1080/03068378208730067)
- (en) Federica Venturi, « To Protect and to Serve: The Military in Tibet as Described by the Fifth Dalai Lama. », Cahiers d'Extrême-Asie, vol. 27 - Le bouddhisme et l'armée au Tibet pendant la période du Ganden Phodrang (1642-1959) / Buddhism and the Millitary in Tibet during the Ganden Phodrang Period (1642-1959),‎ 2018, p. 23-47 (DOI 10.3406/asie.2018.1507, lire en ligne)
- (en) Solomon G. FitzHerbert, « Rituals as War Propaganda in the Establishment of the Tibetan Ganden Phodrang State in the Mid-17th Century. », Cahiers d'Extrême-Asie, vol. 27 - Le bouddhisme et l'armée au Tibet pendant la période du Ganden Phodrang (1642-1959) / Buddhism and the Millitary in Tibet during the Ganden Phodrang Period (1642-1959),‎ 2018, p. 49-119 (DOI 10.3406/asie.2018.1508, lire en ligne)
- (en) Benjamin J. Nourse, « Translating the Cult of the Book: Publishing and Performing the Fifth Dalai Lama’s The Wish-Fulfilling King from Lhasa to Beijing », East Asian Publishing and Society, Brill, vol. 11, no 1,‎ 2021, p. 34-67 (DOI https://doi.org/10.1163/22106286-12341349)
- (en) Frederica Venturi, « The Dorjéling Armoury in the Potala According to the Fifth Dalai Lama’s gsung ’bum », Annali di Ca' Foscari, Edizioni Ca’ Foscari - Digital Publishing, Fondazione Università Ca’ Foscari,‎ décembre 2021 (DOI 10.30687/AnnOr/2385-3042/2021/02/005, lire en ligne) (open access)